# Grotte del Carso di Aggtelek e del Carso slovacco
Le grotte del Carso di Aggtelek e del Carso slovacco sono un sito del patrimonio dell'umanità dell'UNESCO composto da 712 grotte distribuite su una superficie totale di 55800 ettari lungo il confine tra Ungheria e Slovacchia.

## Descrizione
Questo sito del patrimonio mondiale dell'UNESCO comprende sette componenti: Aggtelek, la collina di Szendrő-Rudabánya e la collina di Esztramos in Ungheria, la grotta di ghiaccio di Dobšiná, l'altopiano di Koniar, l'altopiano di Plešivec e il quartiere di Silica e Jasov in Slovacchia.
Le principali grotte sono:
- Il complesso della grotta Baradla-Domica,[2] lunga 21 km, con circa un quarto in territorio slovacco e il resto in Ungheria. La prima menzione scritta della grotta di Baradla risale al 1549 e dal 1920 funge da attrazione turistica. Ján Majko scoprì la Grotta di Domica[3](parte slovacca del complesso), nel 1926, e il circuito turistico, aperto al pubblico nel 1932, è lungo più di 1700 metri. La grotta era abitata fino al 5000 a.C. ed è un importante sito archeologico della Cultura di Bükk. La temperatura nella parte slovacca varia tra 10 e 12,3 °C con un'umidità superiore al 95%.
- La grotta di Gombasek è stata scoperta nel 1951 e 530 dei suoi 1525 metri di lunghezza sono aperti al pubblico dal 1955. La grotta è anche utilizzata sperimentalmente per la "speleoterapia" come sanatorio, focalizzato sulle malattie delle vie aeree grazie alla temperatura costante di 9 °C, elevata umidità del 98% e microclima favorevole. Geomorfologicamente è una delle grotte più giovani ma anche una delle più imponenti della Slovacchia con una straordinaria decorazione che le ha dato il soprannome di "Grotta delle fiabe".
- La grotta di ghiaccio di Dobšiná è stata aggiunta, all'elenco dei componenti di questo sito del patrimonio mondiale, solo nel 2000. La grotta fu scoperta nel 1870 da Eugen Ruffinyi, sebbene l'ingresso fosse noto molto tempo prima. Essendo stata aperta al pubblico solo un anno dopo la sua scoperta, nel 1887, divenne la prima grotta illuminata elettricamente in Europa. Circa un terzo dei suoi 1483 metri di lunghezza è visitabile da maggio a settembre. Lo spessore del ghiaccio sul pavimento si avvicina a 25 metri, con una superficie di 11200 m2 e un volume stimato di 145000 m3 di ghiaccio. La temperatura media è -1 °C e l'umidità relativa tra il 96 e il 99%. Questa grotta è tra le grotte di ghiaccio più belle e riccamente decorate del mondo.
- Sebbene la grotta di aragonite di Ochtinská sia lunga solo 300 metri, con un circuito turistico non più lungo di 230 metri, è famosa per il suo raro riempimento di aragonite poiché finora nel mondo sono state scoperte solo tre grotte di questo minerale. Nella cosiddetta Sala della Via Lattea, l'attrazione principale della grotta, rami bianchi e grappoli di aragonite, brillano come stelle della Via Lattea. La grotta è stata scoperta nel 1954 e aperta al pubblico nel 1972. La temperatura nella grotta è di circa 7 °C con un'umidità relativa compresa tra il 92 e il 97%.
- La grotta di Jasovská è stata parzialmente aperta al pubblico nel 1846, diventando così la più antica grotta accessibile al pubblico in Slovacchia. Le parti inferiori della grotta furono scoperte nel 1922-1924. Più di un terzo dei suoi 2148 metri di lunghezza totale è aperto al pubblico. Nella grotta sono stati trovati reperti archeologici paleolitici e neolitici insieme a quelli della Cultura di Hallstatt.

## Galleria d'immagini

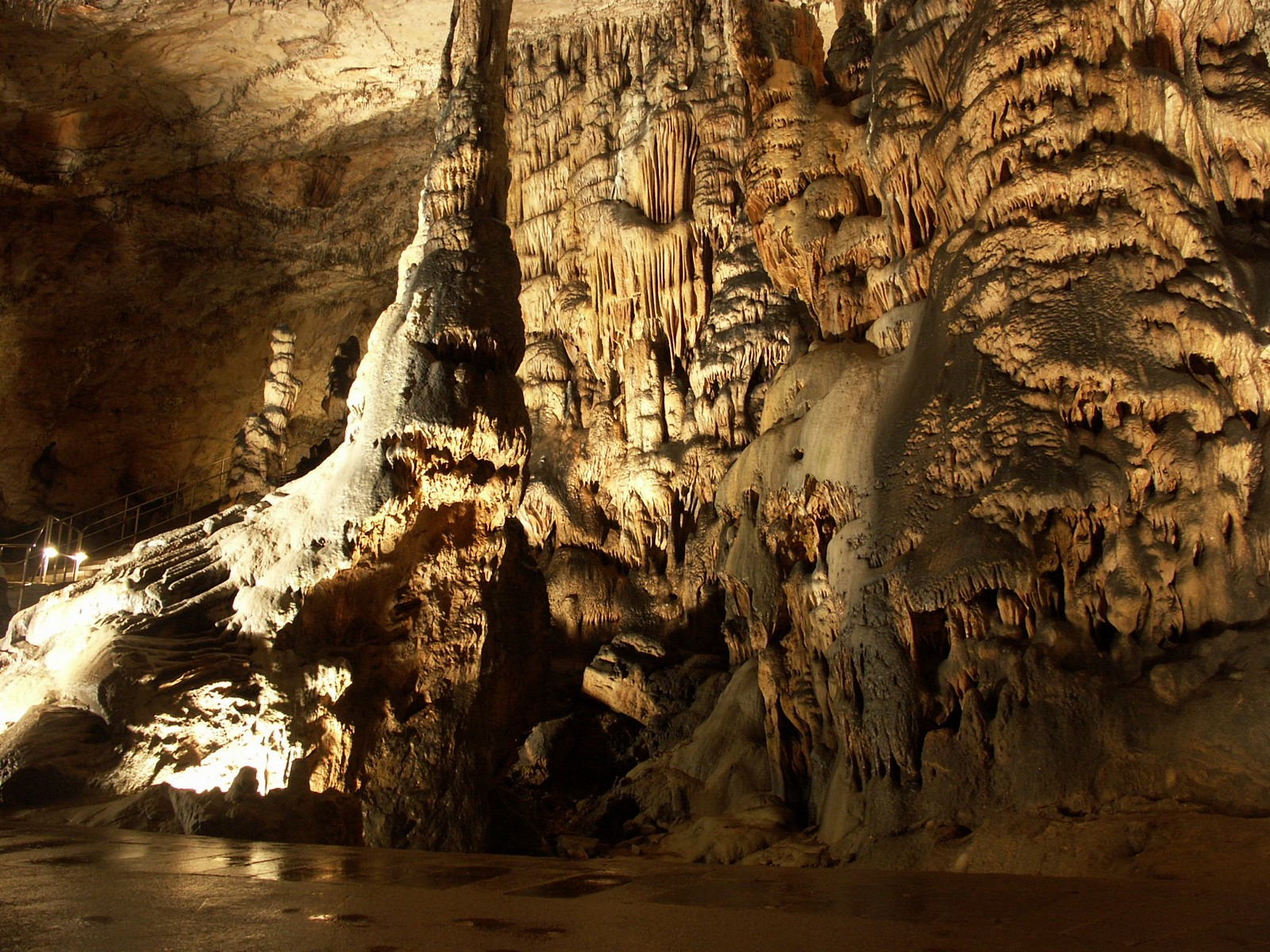
Grotta di Baradla
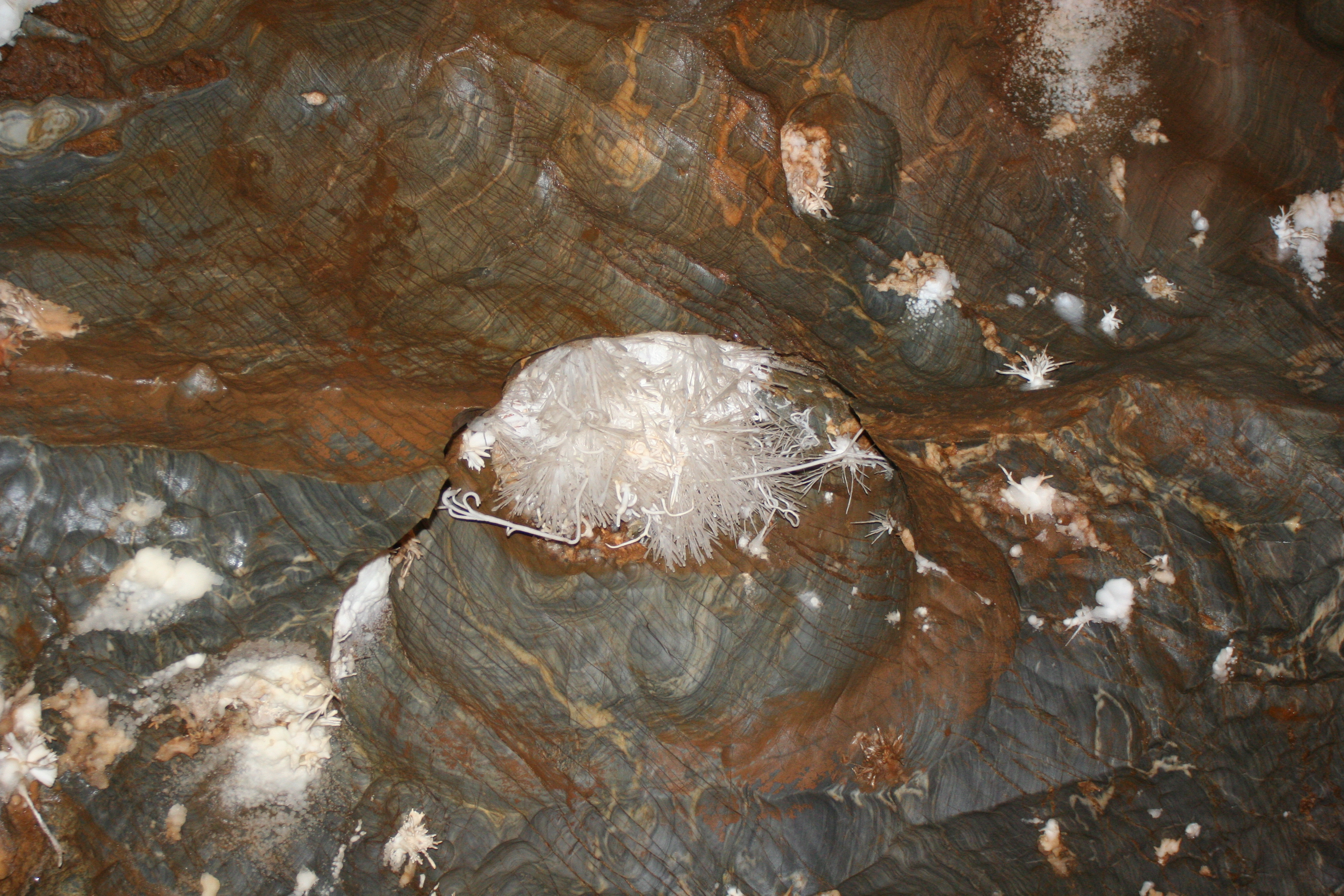
Grotta di aragonite di Ochtina
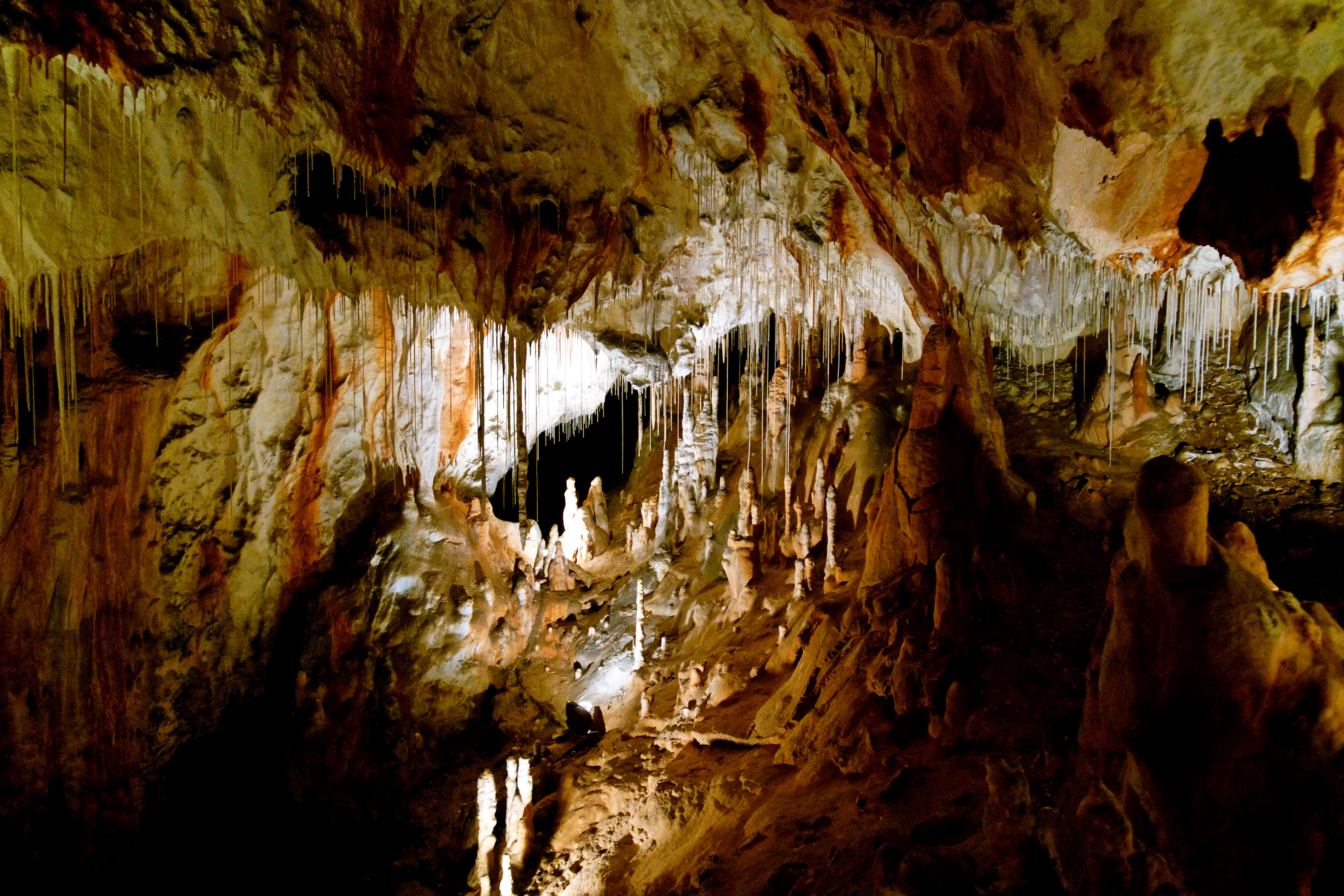
Grotta di Gombasek
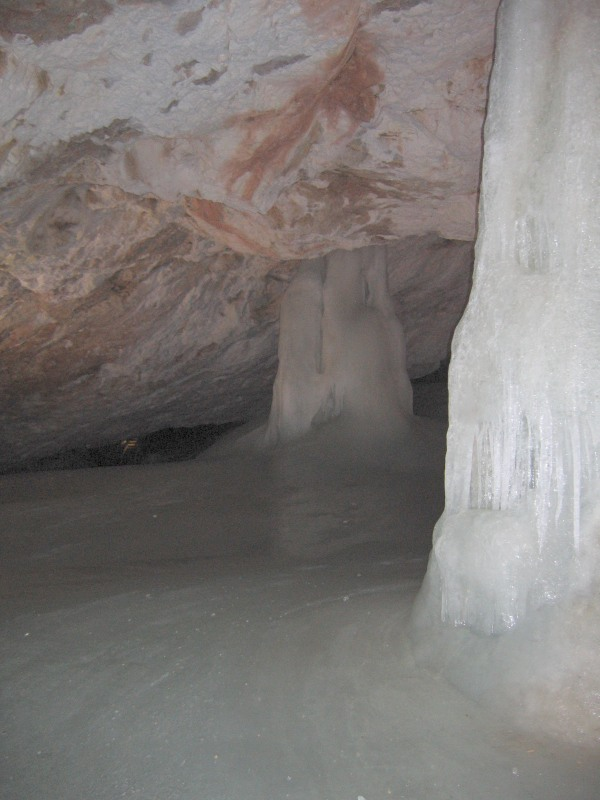
Grotta di ghiaccio di Dobšiná